# Jesus nahm zu sich die Zwölfe
Jesus nahm zu sich die Zwölfe (in tedesco, "Gesù prese a sé i dodici") BWV 22 è una cantata di Johann Sebastian Bach.

## Storia
La cantata Jesus nahm zu sich die Zwölfe venne composta da Bach a Köthen nel 1723 per la domenica di Quinquagesima come esame (insieme alla Du wahrer Gott und Davids Sohn BWV 23) per l'assunzione come Kantor della chiesa di San Tommaso a Lipsia. L'opera venne eseguita il 7 febbraio 1723 ed il 20 febbraio 1724.
Il testo della cantata si ispira al vangelo per il primo movimento, ad un testo di autore ignoto per i movimenti 2, 3 e 4, ed alla poetessa Elisabeth Kreuziger da Wittenberg per l'ultimo movimento.

## Struttura
La Jesus nahm zu sich die Zwölfe è scritta per contralto solista, tenore solista, basso solista, coro, violino I e II, oboe, viola e basso continuo ed è suddivisa in cinque movimenti:
1. Arioso e coro: Jesus nahm zu sich die Zwölfe, per coro, tenore, basso continuo e tutti.
2. Aria: Mein Jesu, ziehe mich nach dir, per contralto, oboe e continuo.
3. Recitativo: Mein Jesu, ziehe mich, so werd' ich laufen, per basso, archi e continuo.
4. Aria: Mein alles in allem, mein ewiges Gut, per tenore, archi e continuo.
5. Corale: Ertöt uns durch dein' Güte, per tutti.